# Ferrocarriles de Kúibyshev

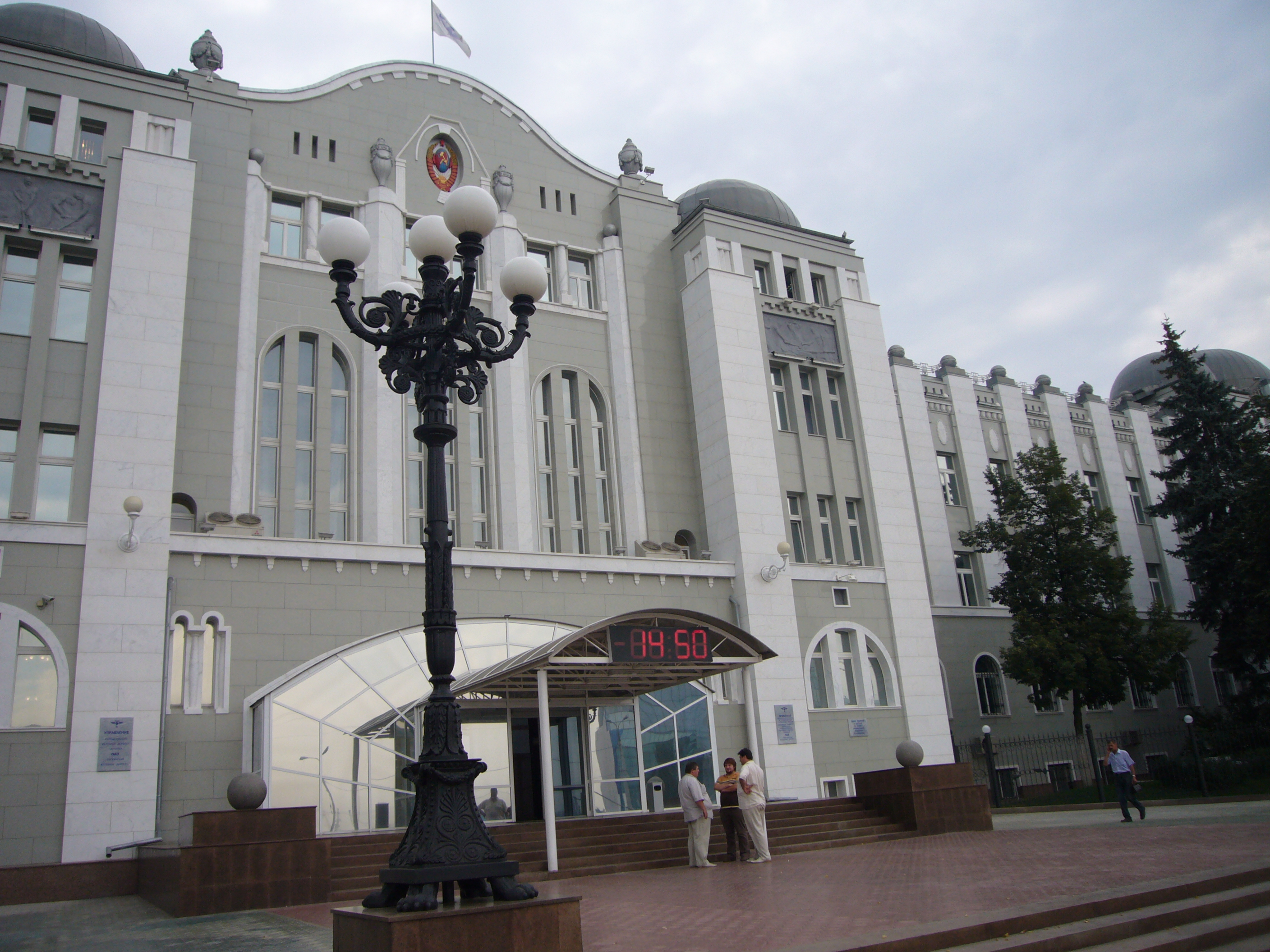
Sede central de Ferrocarriles en Samara

Los Ferrocarriles de Kuybyshevskaya (KZhD) (Куйбышевская железная дорога en ruso, transl.: Kuybyshevskaya zheleznaya doroga) es la red férrea subsidiaria de Ferrocarriles Rusos que dan servicio a las repúblicas autónomas de Tartaristán, Baskortostán, Mordovia y los óblast de Riazán, Penza, Tambov, Uliánovsk, Samara, Oremburgo y Cheliábinsk. La sede central se encuentra en Samara y la red ferroviaria tiene una extensión de 11.502 km.

## Historia
Entre 1872 y 1875 se construyó la línea más antigua de la red ferroviaria: Morshansk-Syzran. En 1880 los ingenieros Nikolái Beleliubski y Konstantín Mijáilovski diseñaron el puente de Syzran (en aquel entonces, el más grande de Europa) con el que los convoyes cruzaban el Volga.
En 1890 se amplió el servicio hasta Zlatoust y dos años después a Cheliábinsk. La oficina principal encargada de gestionar la línea Samara-Zlatoust estuvo ubicada en Ufá.
Tras la Revolución rusa, varias líneas, como Moscú-Kazán y Syzran-Viazma fueron incorporadas como trayectos del ferrocarril Syzran-Zlatoust, antiguo nombre de la red ferroviaria, la cual fue rebautizada como Kuybyshev en memoria de Valerián Kúibyshev, nombre que también recibió la localidad de Samara.
En 1989 se produjo el peor accidente de la historia ferroviaria de la Unión Soviética y Rusia tras producirse una explosión en cadena con el resultado de 575 fallecidos en Ufá.